# Lin Chen-chi
Lin Chen-chi (林珍奇 , Lín Zhēn-qí) (née le 1er décembre 1955) est une actrice et mannequin taïwanaise, qui a principalement tourné pour le cinéma hong Kongais.
Elle a joué dans une vingtaine de films, dont une bonne partie pour le studio Shaw Brothers.

## Filmographie partielle
- 1975 : Dynamite Jones et le Casino d'or (Cleopatra Jones and the Casino of Gold) : Madalyna, une collaboratrice de madame Dragon
- 1975 : The Taxi Driver
- 1975 : Le Boxeur spirituel
- 1978 : Soul of the Sword
- 1979 : Life Gamble de Chang Cheh
- 1980 : Heaven and Hell de Chang Cheh, avec Alexander Fu Sheng
- 1980 : L'Enfer des armes, de Tsui Hark
- 1982 : Demi-Gods and Semi-Devils